# Ridderoordse Bos
Het Ridderoordse Bos is een natuurgebied van 230 hectare ten noorden van Bilthoven. Het gebied bestaat uit droge en natte stukken bos, afgewisseld met graslanden en heidevelden. Het bos wordt aan de noordzijde begrensd door de Maartensdijkse weg en de Embranchementsweg, aan de zuidzijde door de Soestdijkerweg en aan de westzijde door de Gezichtslaan.

## Grensgebied
Het Ridderoordse Bos ligt op de overgang van de Heuvelrug naar het veenweidegebied. Naaldbomen zoals grove den en spar overheersen, maar het beheer is erop gericht om meer ruimte te geven aan loofbomen zoals inlandse eik en berk. Beheerder Het Utrechts Landschap streeft ernaar om het bos terug te krijgen dat van nature op deze grond thuishoort. Daarvan profiteren naast bodemplanten ook allerlei vogelsoorten als spechten, mezen en boomklevers. 
Het bos is rijk aan paddenstoelen en er huizen holenbroeders als spechten en boomklevers, maar ook roofvogels, reeën en dassen. De ligging van het gebied op de overgang van de droge beboste Heuvelrug en de natte veenweide biedt mogelijkheden voor dassen. Deze bouwen hun burcht op de heuvelrug en zoeken voedsel in het open veenweidegebied. Om hen hierbij te beschermen zijn voorzieningen als dassentunnels aangelegd. Niet alleen onder de drukke N234, maar ook bij de A27 en de spoorlijn Utrecht-Hilversum.

## Geschiedenis
In een akte uit 1714 wordt de middeleeuwse versterking 'Ridderdorp' genoemd. Dit huis met grond op het noordelijk deel van het Ridderoordse Bos was de opvolger van het huis Sparrebosch. Van de vroegere parkaanleg is nog veel terug te vinden. In 1822 werd het huis afgebroken. De 126 ha grond werd toegevoegd aan het landgoed Eijckenstein. Het huidige Ridderoordse Bos viel daardoor geheel binnen het landgoed Eijckenstein. Eind negentiende eeuw bestond het gebied grotendeels uit bos. 
In 1876 werd het 770 hectare grote landgoed aangekocht door de familie Van Boetzelaer. Deze familie liet in plaats van de Eyckensteinselaan de veel centralere Gezichtslaan aanleggen. De laan was een drie kilometer lange oprijlaan vanaf de huidige Soestdijkseweg naar het landhuis. De weg werd genoemd naar het gezicht dat hij op Eijckenstein bood. 
Na enkele jaren te zijn toegevoegd aan landgoed Sandwijck werd het deel van Eijckenstein met het Ridderoordse Bos ten zuiden van de huidige N234 verkocht aan projectontwikkelaars. Hier verrees vervolgens het villapark Bilthoven-Noord. Toen dit al snel volgebouwd was werden meer percelen verkocht voor huizenbouw. Er werden plannen gemaakt om ook de bossen ten noorden van de N234 (Eijckensteinse Bossen) te bebouwen. Grondbezitter W.H. de Beaufort (medeoprichter van de informele actiegroep Provinciaal Utrechts Comité voor Natuurbehoud), de Utrechtse wethouder J.J. de Waal Malefijt en provinciale bestuurder H.Th. ’s Jacob riepen echter de hulp in van P.G. van Tienhoven van de Vereniging tot behoud van Natuurmonumenten in Nederland. De actiegroep was de aanzet tot het oprichten op 9 maart 1927 van de Stichting Het Utrechts Landschap. In 1933 werd een deel van de Eijckensteinse Bossen aangekocht dat de naam Ridderoordse Bos kreeg. Het meertje (‘Polmans meertje’) bij de parkeerplaats is ontstaan door zandwinning voor de provinciale weg tussen Groenekan en Soestdijk.

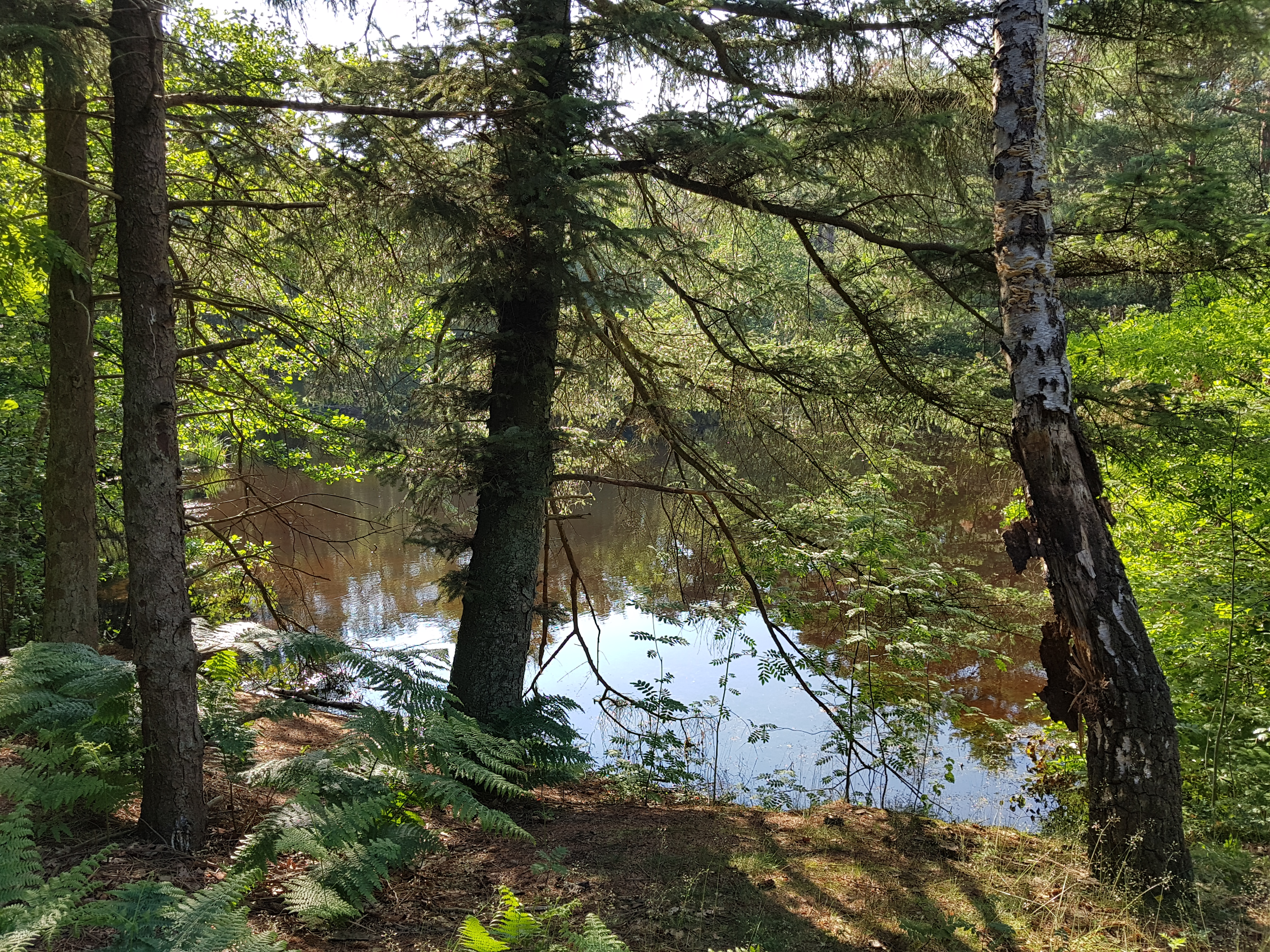
meertje van Polman
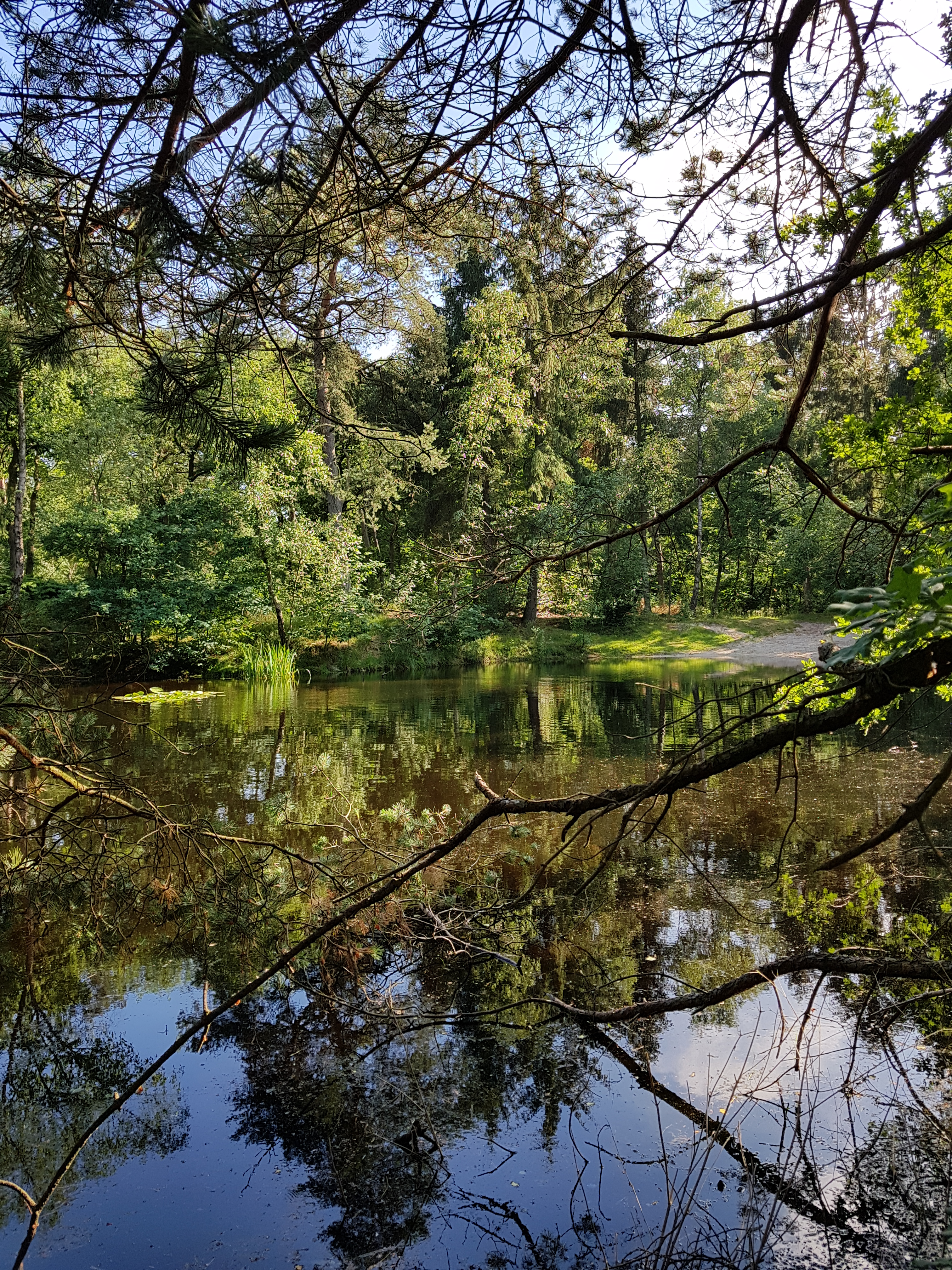
meertje van Polman

Amerongse Bos
· Amerongse Bovenpolder
· Landgoed Beerschoten
· Beukenburg
· Biltse Duinen
· Birkhoven
· Blauwe Kamer
· Blikkenburg
· Bloeidaal
· Bornia
· Bosch en Duin
· Breeveen
· Broekerbos
· Buitenplaatsen Driebergseweg
· Dartheide
· Elster Buitenwaarden
· Grebbeberg
· Heidestein
· Hoge Ginkel
· Hooge Kampse Plas
· Hoog Moersbergen
· Houdringe
· Juliusput
· Kasteelbos Renswoude
· De Kievit
· Kooilust
· Kozakkenput
· De Krakeling
· Laarsenberg
· De Leyen
· Lockhorsterbos
· Lunenburgerwaard
· Maartensdijkse Bos
· Middelwaard
· Moersbergen
· Niënhof
· Noordhout
· Okkersbos
· Oostbroek
· Over-Holland
· Palmerswaard
· De Paltz
· Panbos
· Plantage Willem III
· Pleinesbos
· De Pol
· Ridderoordse Bos
· Sandenburg
· Sandwijck
· De Schammer
· Stameren
· Landgoed Stoutenburg
· Viaanse Bos
· Viaanse polders en uiterwaarden
· Vikinghof
· Park Vliegbasis Soesterberg
· Vijverbos
· Vijverhof
· Voordorpse polder
· Willem Arntszbos
· Witte Hull
· De Woerd
· Wulperhorst
· Zeisterbos